# Rosa Zárate
Rosa Zárate (o Quinindé) è una parrocchia urbana dell'Ecuador, capoluogo del cantone di Quinindé, nella provincia di Esmeraldas.